# 五月的風
五月的风，中国流行歌曲，诞生于1941年，作词陈歌辛，作曲黎锦光，原唱周璇，由上海百代唱片公司出品。
作曲黎锦光是湖南湘潭县人，他的作品中常常流露出浓厚的湖南乡土风情。1938年黎锦光采用湖南花鼓戏的“双川调”，改编创作了歌曲《采槟榔》，由周璇演唱灌制唱片，很受欢迎。1941年，黎锦光又借鉴上海流行的伦巴舞曲节奏，又为周璇创作了一首带有湖南民歌味道的歌曲《五月的风》。

## 演唱版本
- 周璇（1941年）
- 潘秀琼（1960s）
- 林竹君（1970s）
- 奚秀兰（1985年）
- 董文华（1990s）
- 林淑蓉（2009年）
- 苏霈（2011年）